# Tashen Kule
Tashen Kule (kinesiska: 塔什库勒) är en sjö i Kina. Den ligger i den autonoma regionen Xinjiang, i den nordvästra delen av landet, omkring 840 kilometer söder om regionhuvudstaden Ürümqi. Tashen Kule ligger 4 233 meter över havet. Arean är 11,7 kvadratkilometer. Trakten runt Tashen Kule är ofruktbar med lite eller ingen växtlighet. Den sträcker sig 5,0 kilometer i nord-sydlig riktning, och 5,9 kilometer i öst-västlig riktning.
Genomsnittlig årsnederbörd är 123 millimeter. Den regnigaste månaden är juni, med i genomsnitt 40 mm nederbörd, och den torraste är december, med 1 mm nederbörd.